# Barleria lukwangulensis
Barleria lukwangulensis är en akantusväxtart som beskrevs av I.Darbysh.. Barleria lukwangulensis ingår i släktet Barleria och familjen akantusväxter. Inga underarter finns listade i Catalogue of Life.